# Wolfgang Gaag
Wolfgang Gaag (* 1943 in Waldsassen) ist ein deutscher Hornist. Er war Professor für Horn an der Hochschule für Musik und Theater München und ist Gründungsmitglied im Ensemble German Brass. Er ist Träger der Ehrenmedaille der Musikhochschule München.

## Wirken
Wolfgang Gaag absolvierte parallel ein Tonmeisterstudium an der TU Berlin und ein Musikstudium an der Staatlichen Hochschule für Musik und Darstellende Kunst in Berlin im Hauptfach Horn bei Alfred Gohlke. Während seines Studiums war er Solohornist beim RIAS Jugendorchester und beim Jeneusses Musicales Weltorchester. 1969 wurde er Solohornist der Bamberger Symphoniker und kam 1980 als Solo-Hornist zum Radiosinfonieorchester des SWR Stuttgart. Er wurde Hochschullehrer an der Musikhochschule Stuttgart. 1974 gründete Gaag zusammen mit seinen ehemaligen Studienkollegen Konradin Groth, Martin Kretzer, Enrique Crespo und Dieter Cichewiecz das Deutsche Blechbläserquintett. 1985 war er Gründungsmitglied von German Brass.
Von 1982 bis 1996 war Gaag Solohornist der Münchner Philharmoniker. Seit 1993 unterrichtet er das Fach Horn an der Hochschule für Musik und Theater München, von 1995 bis 2008 als Professor. Er ist Leiter von Meisterkursen im In- und Ausland und Jurymitglied bei Musikwettbewerben wie dem Jan Koetsier-Wettbewerb oder dem ARD-Wettbewerb.
Wolfgang Gaag gehörte dem Festspielorchester Bayreuth an, ist Mitglied und Mitbegründer renommierter Kammermusikvereinigungen wie Deutsche Bläsersolisten, Villa Musica und Odeon-Konzerte. Mit German Brass wurde er 2016 Echo-Gewinner in der Kategorie Klassikensembles.
Der deutsche Regisseur und Drehbuchautor Florian Gaag ist sein Sohn.

## Diskografie (Auswahl)
- Das Deutsche Blechbläserquintett (1974)
- St. Hubertus-Messe (1982)
- Samuel Scheidt/ German Brass
- Bach 300/ German Brass (1985)
- Panamericana/ German Brass (Quintett) (1987)
- Around The World/ German Brass (1989)
- Christmas Around the World/ German Brass und Windsbacher Knabenchor (1993)
- Spirit of Brass/ German Brass (1994)
- Around the World 2/ German Brass (1997)
- On Stage – Overtures/ German Brass (1998)
- Trumpets of Jericho/ German Brass (1998)
- On Tour/ German Brass (1999)
- Bach 2000/ German Brass (1999)
- Odyssee in Brass/ German Brass (2000)
- Mit Bach ins 3. Jahrtausend/ German Brass und Chor des Bayerischen Rundfunks (2000)
- Essentials – Best of German Brass
- ...at the end of the Year! (2001)
- Bach – Dimensionen/ German Brass und Berliner Symphoniker (2002)
- The Sound of Brass/ German Brass (2003)
- Evergreens/ German Brass (2003)
- Bach in Brass/ German Brass (2004)
- Power of Brass/ German Brass (2005)
- The Romantic Brass/ German Brass (2006)
- In Concert/ German Brass (2008)
- Fascination Bach/ German Brass (2009)
- Celebrating Wagner/ German Brass (2013)
- Trip to America (2019)